# Onciale 0170
- Papyrus
- Onciale
- Minuscules
- Lectionnaire

Le Codex 0170, portant le numéro de référence 0170 (Gregory-Aland), ε 026 (Soden), est un manuscrit du Nouveau Testament sur parchemin écrit en écriture grecque onciale.

## Description
Le codex se compose d'une folio. Il est écrit en deux colonne, de 27 lignes par colonne. Les dimensions du manuscrit sont 25 x 20 cm. Les paléographes datent ce manuscrit du Ve siècle ou VIe siècle,.
C'est un manuscrit contenant le texte incomplet de l'Évangile selon Matthieu (6,5-6.8-10.13-15.17).
Le manuscrit a été examiné par B. P. Grenfell et A. S. Hunt.
Le texte du codex représenté est de type mixte. Kurt Aland le classe en Catégorie III. 
Lieu de conservation
Il est actuellement conservé à la Princeton Theological Seminary (Speer Library, Pap. 11).